# Woodbury (Kentucky)
Woodbury è un comune degli Stati Uniti d'America, situato nello Stato del Kentucky, nella contea di Butler.